# Roberto Martínez Montoliu
Roberto Martínez Montoliu (Balaguer, Lérida, 13 de julio de 1973) es un exfutbolista y entrenador de fútbol español. Actualmente es el seleccionador de la selección de fútbol de Portugal.

## Trayectoria como jugador

### Inicios
Se formó en las categorías inferiores del CF Balaguer, del cual pasó al filial del Real Zaragoza, llegando a disputar un partido en Primera División con el equipo profesional, el 20 de junio de 1993, ante el Atlético de Madrid.
Tras abandonar el filial zaragocista, pasó por el club de su ciudad natal, el Balaguer, con el que llegó a proclamarse subcampeón de la Copa Federación.

### Wigan Athletic
El verano de 1995, junto con los que habían sido sus compañeros en el Real Zaragoza B, Jesús Seba e Isidro Díaz, fichó por el Wigan Athletic inglés, dando origen a una sociedad que sería conocida como The three amigos.
En su debut, en la primera jornada de la Third Division ante el Gillingham, anotó su primer gol con su nuevo equipo. Finalizó la temporada como máximo anotador del equipo, con 13 goles, y fue incluido en el equipo ideal del año de la Third Division.
Tras rechazar una oferta del Sheffield, renovó su contrato inicial de dos temporadas por cuatro años más y acabó convirtiéndose en uno de los jugadores más emblemáticos del Wigan. Muestra de ello, fue escogido por los socios del equipo como mejor jugador de la historia del club en una votación realizada en 2005. En el tiempo que permaneció en el club logró el ascenso a la Division Two tras proclamarse campeón de la Third Division en 1997. Luego, disputó en dos ocasiones, sin éxito, la promoción de ascenso a la First Division. En 1999 conquistó la Football League Trophy. En total, vistió en 188 ocasiones la camiseta del Wigan y marcó 17 goles.

### Motherwell
El verano de 2001 firmó por el Motherwell escocés por tres años, aunque sólo permaneció uno -en el que disputó 16 partidos-, por la quiebra del club. En 2002 regresó a Inglaterra y fichó por el Walsall. Sólo participó en seis encuentros, antes de enrolarse, en enero de 2003, en las filas del Swansea City, donde contribuyó a salvar la categoría profesional. En el club galés permaneció tres temporadas más, llegando a ser capitán del equipo. Disputó un total de 122 partidos en los que anotó cuatro goles. Vivió un ascenso a la League One (tercera categoría), dos títulos de la Copa de Gales y uno de la Football League Trophy.

### Chester City
La temporada 2005-06 fichó por el Chester City, donde permaneció hasta febrero de 2007, cuando regresó al Swansea City, que requirió sus servicios como entrenador-jugador. El club galés desembolsó  40 000 libras (54 000 euros) por su fichaje, que supuso, a pesar de conservar la licencia, la retirada de Roberto Martínez como jugador de fútbol.

## Trayectoria como entrenador

### Swansea City
La temporada 2007-08, la primera completa en el banquillo del Swansea, el equipo logró el ascenso tras proclamarse campeón de la Football League One y Martínez fue distinguido como mejor entrenador del año en la categoría por la League Managers Association's.
Durante la temporada 2008-09, el Swansea City, apodado Spanish Swansea o Swansealona por tener seis jugadores españoles en su plantilla y practicar un fútbol más asociativo y técnico en comparación con sus rivales de división. Se convirtió en una las revelaciones de la FA Cup, al alcanzar los octavos de final tras eliminar al vigente campeón, el Portsmouth y tras finalizar octavo en la Segunda División inglesa, se quedó a un paso disputar los play-off de ascenso a la Premier League. Sus logros con el Swansea City despertaron el interés del Celtic de Glasgow y del Wigan Athletic de la Premier League.

### Wigan Athletic

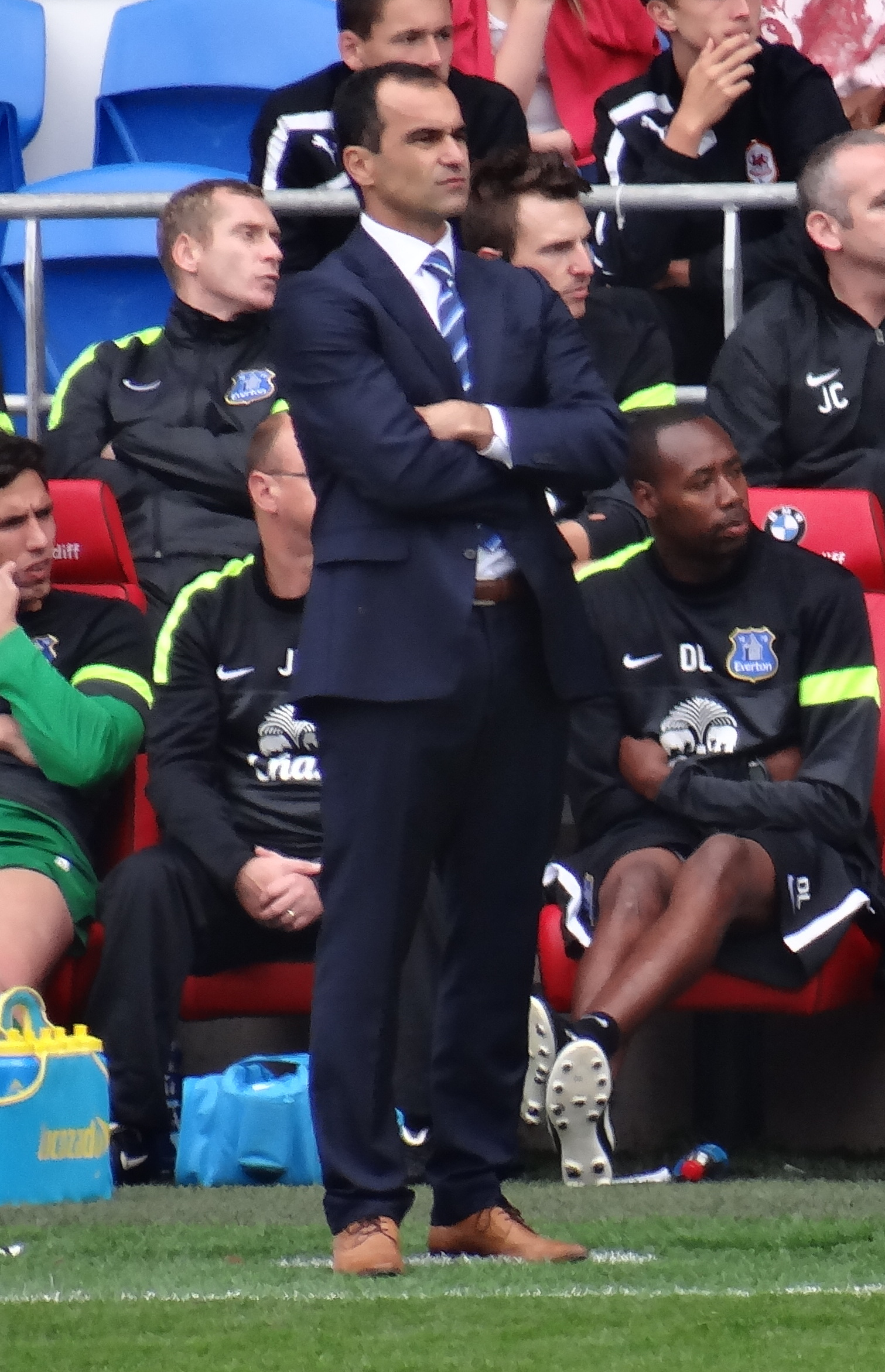
Martínez dirigiendo a Everton en 2013.

Finalmente, recaló en el Wigan Athletic por dos millones de libras y convirtiéndose así en el tercer entrenador español de un equipo de la Premier League, tras el paso de Juande Ramos por el Tottenham Hotspur y de Rafa Benítez por el Liverpool. Roberto Martínez regresó al Wigan al grito de "Good to be back" (qué bueno que estés de vuelta), y con él como técnico se extendió la expresión 'Yes, Wi-gan'. Martínez logró la salvación del Wigan en las temporadas 2009-10, 2010-11 y 2011-12 de la Premier.
En la temporada 2012-13, se proclamó campeón de la FA Cup con el Wigan, ganando por 1-0 al Manchester City. El gol de Ben Watson en el descuento les dio el primer gran título de su historia. Sin embargo, en la Premier no pudo evitar el descenso a falta de una jornada para el final, al perder contra el Arsenal. Una vez terminada la campaña, decidió abandonar el club tras cuatro años al frente de los latics.

### Everton
El 5 de junio de 2013, el Everton confirmó su contratación para las cuatro próximas temporadas como nuevo entrenador del equipo, reemplazando a David Moyes. El técnico español se fijó el objetivo de clasificar al equipo para una competición europea. Tras comenzar la Premier League 2013-14 con 3 empates consecutivos, el Everton se situó entre los 7 primeros a partir de la 5.ª jornada, terminando la primera vuelta en 4.º puesto. El Everton llegó a la recta final del campeonato con algunas opciones de clasificarse para la Champions, y aunque no logró ese objetivo, sí se aseguró la presencia en la Europa League, mejorando una posición respecto a la temporada anterior. Su trabajo convenció a los dirigentes toffees, que lo renovaron hasta 2019.
Sin embargo, su segunda temporada en el banquillo del Goodison Park no resultó tan exitosa, pues el equipo terminó como 11.º clasificado en la Premier League 2014-15. Mejor rendimiento mostró en la Liga Europa, donde fue el mejor equipo inglés, llegando a octavos de final.
En la Premier League 2015-16, el elenco azul mostró un rendimiento similar al del curso anterior: Si bien comenzó ocupando posiciones europeas durante algunas jornadas, pronto quedó anclado en la zona templada de la clasificación. El 12 de mayo de 2016, Martínez fue destituido como técnico toffee, dejando el equipo como 12.º clasificado con 44 puntos a falta de una jornada para el término del torneo.

### Selección de Bélgica
El 3 de agosto de 2016, sustituyó a Marc Wilmots como nuevo seleccionador de Bélgica. Un año después, el 3 de septiembre de 2017, consiguió clasificar al combinado belga para la Copa Mundial de Fútbol de 2018, competición en la que obtuvo un histórico tercer puesto siendo además la selección más goleadora. Desde su llegada, Bélgica se ha consolidado como la selección número 1 del ranking FIFA y sólo perdió cinco partidos. Durante la Eurocopa 2020, Roberto Martínez cumplió 1000 días al frente de la selección belga y se convirtió en el entrenador que logró el mayor número de triunfos en la historia de Bélgica durante un mismo período (46). En septiembre de 2021, Roberto Martínez se convirtió en el seleccionador con más victorias en la historia de la selección de Bélgica tras vencer a Bielorrusia en la fase de clasificación para el Mundial de 2022. El 20 de septiembre de 2021, volvió a lograr una nueva gesta, ya que Bélgica cumplió tres años seguidos como líder del ranking FIFA. Con el premio por el tercer puesto en el Mundial de 2018, Roberto Martínez, de acuerdo con la federación belga, decidió invertirlo en una ciudad deportiva y en I+D para el equipo nacional en una clara apuesta de futuro para el crecimiento de su fútbol. Tras el triunfo en su estreno en el Mundial de Catar, Roberto Martínez se convirtió en el entrenador con más victorias en los Mundiales en la historia de la selección de Bélgica, superando a una institución como Guy Thys. Sin embargo, después de la mala actuación de Bélgica en la Copa Mundial de Fútbol de 2022, donde esta solo logra anotar un gol y es eliminada en fase de grupos, Roberto decide renunciar a su cargo como entrenador de la selección.

### Selección de Portugal
El 9 de enero de 2023, fue presentado como nuevo seleccionador de Portugal.Su equipo fue uno de los primeros en obtener la clasificación a la Eurocopa 2024 después de su victoria por 3-0 en penaltis sobre Eslovaquia, lo que la convirtió en la clasificación más rápida para un torneo importante de su historia.Logró conformar un equipo donde equilibró juventud y veteranía, 12 victorias seguidas en competición oficial o la mayor goleada de la historia del combinado luso (9-0 ante Luxemburgo en fase clasificatoria), entre otros récords. En la fase final de dicha competición celebrada en Alemania, la selección dirigida por Martínez alcanzó los cuartos de final, donde quedó eliminada ante Francia en la tanda de penaltis; y ganador de la Nations League ante España 5-3

## Clubes

### Como jugador
| Club                 | País       | Año       |
| -------------------- | ---------- | --------- |
| Real Zaragoza "B"    | España     | 1993-1994 |
| C. F. Balaguer       | España     | 1994-1995 |
| Wigan Athletic F. C. | Inglaterra | 1995-2001 |
| Motherwell F. C.     | Escocia    | 2001-2002 |
| Walsall F. C.        | Inglaterra | 2002-2003 |
| Swansea City F. C.   | Gales      | 2003-2006 |
| Chester City F. C.   | Inglaterra | 2006-2007 |

### Como entrenador

#### Clubes
| Equipo                    | Div.         | Temporada    | Liga | Liga | Liga | Liga | Liga |    | Copa | Copa | Copa | Copa |   | Internacional | Internacional | Internacional | Internacional | Internacional |   | Otros | Otros | Otros | Otros |     | Totales     | Totales | Totales | Totales | Totales | Totales | Totales | Totales |
| Equipo                    | Div.         | Temporada    | PD   | G    | E    | P    | Pos. | PD | G    | E    | P    | PD   | G | E             | P             | Pos.          | PD            | G             | E | P     | PD    | G     | E     | P   | Rendimiento | GF      | GC      | Dif.    |         |         |         |         |
| ------------------------- | ------------ | ------------ | ---- | ---- | ---- | ---- | ---- | -- | ---- | ---- | ---- | ---- | - | ------------- | ------------- | ------------- | ------------- | ------------- | - | ----- | ----- | ----- | ----- | --- | ----------- | ------- | ------- | ------- | ------- | ------- | ------- | ------- |
| Swansea City Gales        | 3.ª          | 2006-07      | 13   | 7    | 3    | 3    | 7.º  | -  | -    | -    | -    | -    | - | -             | -             | -             | -             | -             | - | -     | 13    | 7     | 3     | 3   | 61.54%      | 20      | 15      | +5      |         |         |         |         |
| Swansea City Gales        | 3.ª          | 2007-08      | 46   | 27   | 11   | 8    | 1.º  | 7  | 3    | 2    | 2    | -    | - | -             | -             | -             | 6             | 5             | 0 | 1     | 59    | 35    | 13    | 11  | 66.66%      | 104     | 55      | +49     |         |         |         |         |
| Swansea City Gales        | 2.ª          | 2008-09      | 46   | 16   | 20   | 10   | 8.º  | 8  | 5    | 1    | 2    | -    | - | -             | -             | -             | -             | -             | - | -     | 54    | 21    | 21    | 12  | 51.85%      | 74      | 56      | +18     |         |         |         |         |
| Swansea City Gales        | Total        | Total        | 105  | 50   | 34   | 21   | -    | 15 | 8    | 3    | 4    | -    | - | -             | -             | -             | 6             | 5             | 0 | 1     | 126   | 63    | 37    | 26  | 59.79%      | 198     | 126     | +72     |         |         |         |         |
| Wigan Athletic Inglaterra | 1.ª          | 2009-10      | 38   | 9    | 9    | 20   | 16.º | 4  | 1    | 1    | 2    | -    | - | -             | -             | -             | -             | -             | - | -     | 42    | 10    | 10    | 22  | 31.75%      | 44      | 88      | -44     |         |         |         |         |
| Wigan Athletic Inglaterra | 1.ª          | 2010-11      | 38   | 9    | 15   | 14   | 16.º | 7  | 4    | 1    | 2    | -    | - | -             | -             | -             | -             | -             | - | -     | 45    | 13    | 16    | 16  | 40.74%      | 50      | 67      | -17     |         |         |         |         |
| Wigan Athletic Inglaterra | 1.ª          | 2011-12      | 38   | 11   | 10   | 17   | 15.º | 2  | 0    | 0    | 2    | -    | - | -             | -             | -             | -             | -             | - | -     | 40    | 11    | 10    | 19  | 35.83%      | 44      | 66      | -22     |         |         |         |         |
| Wigan Athletic Inglaterra | 1.ª          | 2012-13      | 38   | 9    | 9    | 20   | 18.º | 10 | 8    | 2    | 0    | -    | - | -             | -             | -             | -             | -             | - | -     | 48    | 17    | 11    | 20  | 43.06%      | 68      | 77      | -9      |         |         |         |         |
| Wigan Athletic Inglaterra | Total        | Total        | 152  | 38   | 43   | 71   | -    | 23 | 13   | 4    | 6    | -    | - | -             | -             | -             | -             | -             | - | -     | 175   | 51    | 47    | 77  | 38.09%      | 206     | 298     | -92     |         |         |         |         |
| Everton Inglaterra        | 1.ª          | 2013-14      | 38   | 21   | 9    | 8    | 5.º  | 6  | 4    | 0    | 2    | -    | - | -             | -             | -             | -             | -             | - | -     | 44    | 25    | 9     | 10  | 63.64%      | 76      | 47      | +29     |         |         |         |         |
| Everton Inglaterra        | 1.ª          | 2014-15      | 38   | 12   | 11   | 15   | 11.º | 3  | 0    | 2    | 1    | 10   | 6 | 2             | 2             | 1/8           | -             | -             | - | -     | 51    | 18    | 15    | 18  | 45.09%      | 72      | 67      | +5      |         |         |         |         |
| Everton Inglaterra        | 1.ª          | 2015-16      | 37   | 10   | 14   | 13   | Inc. | 11 | 8    | 1    | 2    | -    | - | -             | -             | -             | -             | -             | - | -     | 48    | 18    | 15    | 15  | 47.92%      | 79      | 66      | +13     |         |         |         |         |
| Everton Inglaterra        | Total        | Total        | 113  | 43   | 34   | 36   | -    | 20 | 12   | 3    | 5    | 10   | 6 | 2             | 2             | -             | -             | -             | - | -     | 143   | 61    | 39    | 43  | 51.75%      | 227     | 180     | +47     |         |         |         |         |
| Total clubes              | Total clubes | Total clubes | 370  | 131  | 111  | 128  | -    | 58 | 33   | 10   | 15   | 10   | 6 | 2             | 2             | -             | 6             | 5             | 0 | 1     | 444   | 175   | 123   | 146 | 48.64%      | 631     | 604     | +27     |         |         |         |         |
| 1. 2. 3.                  |              |              |      |      |      |      |      |    |      |      |      |      |   |               |               |               |               |               |   |       |       |       |       |     |             |         |         |         |         |         |         |         |

#### Selecciones
| Bélgica             | 2016-17             | -   | -   | -   | -   | -   | 10 | 9  | 1  | 0  | -  | -  | - | - | -   | 6  | 2  | 3 | 1 | 16  | 11  | 4   | 1   | 77.08% | 53  | 16  | +37  |
| Bélgica             | 2017-18             | -   | -   | -   | -   | -   | -  | -  | -  | -  | 7  | 6  | 0 | 1 | 3.º | 6  | 4  | 2 | 0 | 13  | 10  | 2   | 1   | 82.05% | 32  | 8   | +24  |
| Bélgica             | 2018-19             | 4   | 3   | 0   | 1   | 5.º | 10 | 10 | 0  | 0  | -  | -  | - | - | -   | -  | -  | - | - | 14  | 13  | 0   | 1   | 92.86% | 49  | 9   | +40  |
| Bélgica             | 2019-20             | -   | -   | -   | -   | -   | -  | -  | -  | -  | -  | -  | - | - | -   | 2  | 1  | 1 | 0 | 2   | 1   | 1   | 0   | 66.67% | 3   | 2   | +1   |
| Bélgica             | 2020-21             | 8   | 5   | 0   | 3   | 4.º | 8  | 6  | 2  | 0  | 5  | 4  | 0 | 1 | 1/4 | 2  | 1  | 1 | 0 | 23  | 16  | 3   | 4   | 73.92% | 52  | 16  | +36  |
| Bélgica             | 2021-22             | -   | -   | -   | -   | -   | -  | -  | -  | -  | -  | -  | - | - | -   | 2  | 1  | 1 | 0 | 2   | 1   | 1   | 0   | 66.67% | 4   | 1   | +3   |
| Bélgica             | 2022-23             | 6   | 3   | 1   | 2   | FG  | -  | -  | -  | -  | 3  | 1  | 1 | 1 | FG  | 1  | 0  | 0 | 1 | 10  | 4   | 2   | 4   | 46.67% | 13  | 12  | +1   |
| Bélgica             | Total               | 18  | 11  | 1   | 6   | -   | 28 | 25 | 3  | 0  | 15 | 11 | 1 | 3 | -   | 19 | 9  | 8 | 2 | 80  | 56  | 13  | 11  | 75.42% | 209 | 69  | +140 |
| Portugal            | 2022-23             | -   | -   | -   | -   | -   | 2  | 2  | 0  | 0  | -  | -  | - | - | -   | -  | -  | - | - | 2   | 2   | 0   | 0   | 100%   | 10  | 0   | +10  |
| Portugal            | 2023-24             | -   | -   | -   | -   | -   | 8  | 8  | 0  | 0  | 5  | 2  | 2 | 1 | 1/4 | 5  | 3  | 0 | 2 | 18  | 13  | 2   | 3   | 75.92% | 44  | 13  | +31  |
| Portugal            | 2024-25             | 10  | 6   | 3   | 1   | 1.º | -  | -  | -  | -  | -  | -  | - | - | -   | -  | -  | - | - | 10  | 6   | 3   | 1   | 70%    | 22  | 11  | +11  |
| Portugal            | 2025-26             | -   | -   | -   | -   | -   | 0  | 0  | 0  | 0  | -  | -  | - | - | -   | 0  | 0  | 0 | 0 | 0   | 0   | 0   | 0   | 0%     | 0   | 0   | +0   |
| Portugal            | Total               | 10  | 6   | 3   | 1   | -   | 10 | 10 | 0  | 0  | 5  | 2  | 2 | 1 | -   | 5  | 3  | 0 | 2 | 30  | 21  | 5   | 4   | 75.56% | 76  | 24  | +52  |
| Total selecciones   | Total selecciones   | 28  | 17  | 4   | 7   | -   | 38 | 35 | 3  | 0  | 20 | 13 | 3 | 4 | -   | 24 | 12 | 8 | 4 | 110 | 77  | 18  | 15  | 75.45% | 285 | 93  | +192 |
| Total en su carrera | Total en su carrera | 398 | 148 | 115 | 135 | -   | 96 | 68 | 13 | 15 | 30 | 19 | 5 | 6 | -   | 30 | 17 | 8 | 5 | 554 | 252 | 141 | 161 | 53.97% | 916 | 697 | +219 |

###### Estadísticas como seleccionador de Bélgica
| Torneo                        | Año       | PJ | PG | PE | PP | GF  | GC | DF   | Pts | Resultado        | Rendimiento |
| ----------------------------- | --------- | -- | -- | -- | -- | --- | -- | ---- | --- | ---------------- | ----------- |
| Clasificatorias Rusia 2018    | 2016-2017 | 10 | 9  | 1  | 0  | 43  | 6  | +37  | 28  | Clasificado      | 93.33%      |
| Rusia 2018                    | 2018      | 7  | 6  | 0  | 1  | 16  | 6  | +10  | 18  | 3.er lugar       | 85.71%      |
| Liga de Naciones UEFA 2018-19 | 2018-2019 | 4  | 3  | 0  | 1  | 9   | 6  | +3   | 9   | Fase de grupos   | 75%         |
| Clasificatorias Eurocopa 2020 | 2019      | 10 | 10 | 0  | 0  | 40  | 3  | +37  | 30  | Clasificado      | 100%        |
| Liga de Naciones UEFA 2020-21 | 2020-2021 | 8  | 5  | 0  | 3  | 19  | 11 | +8   | 15  | 4.º lugar        | 62.5%       |
| Eurocopa 2020                 | 2021      | 5  | 4  | 0  | 1  | 9   | 3  | +6   | 12  | Cuartos de final | 80%         |
| Clasificatorias Catar 2022    | 2021-2022 | 8  | 6  | 2  | 0  | 25  | 6  | +19  | 20  | Clasificado      | 83.33%      |
| Catar 2022                    | 2022      | 3  | 1  | 1  | 1  | 1   | 2  | -1   | 4   | Fase de grupos   | 44.44%      |
| Liga de Naciones UEFA 2022-23 | 2022-2023 | 6  | 3  | 1  | 2  | 11  | 8  | +3   | 10  | Fase de grupos   | 55.56%      |
| Amistosos                     | 2016-2022 | 19 | 9  | 8  | 2  | 36  | 18 | +18  | 35  | +9 PG            | 61.41%      |
| Total                         | Total     | 80 | 56 | 13 | 11 | 209 | 69 | +140 | 181 | Sin Títulos      | 75.42%      |

###### Estadísticas como seleccionador de Portugal
| Torneo                        | Año       | PJ | PG | PE | PP | GF | GC | DF  | Pts | Resultado        | Rendimiento |
| ----------------------------- | --------- | -- | -- | -- | -- | -- | -- | --- | --- | ---------------- | ----------- |
| Clasificatorias Eurocopa 2024 | 2023      | 10 | 10 | 0  | 0  | 36 | 2  | +34 | 30  | Clasificado      | 100%        |
| Eurocopa 2024                 | 2024      | 5  | 2  | 2  | 1  | 5  | 3  | +2  | 8   | Cuartos de final | 53.33%      |
| Liga de Naciones UEFA 2024-25 | 2024-2025 | 10 | 6  | 3  | 1  | 22 | 11 | +11 | 21  | Campeón          | 70%         |
| Amistosos                     | 2023-Act. | 5  | 3  | 0  | 2  | 13 | 8  | +5  | 9   | +3 PG            | 60%         |
| Total                         | Total     | 30 | 21 | 5  | 4  | 76 | 25 | +52 | 68  | 1 Título         | 75.56%      |

#### Resumen por competiciones
| Competición              | Partidos | Ganados | Empatados | Perdidos | %      | Resultado        |
| Clubes                   | Clubes   | Clubes  | Clubes    | Clubes   | Clubes | Clubes           |
| ------------------------ | -------- | ------- | --------- | -------- | ------ | ---------------- |
| EFL League One           | 59       | 34      | 14        | 11       | 65.54% | Campeón          |
| EFL Championship         | 46       | 16      | 20        | 10       | 49.27% | 8.º lugar        |
| Premier League           | 265      | 81      | 77        | 107      | 40.26% | 5.º lugar        |
| FA Cup                   | 34       | 19      | 8         | 7        | 63.72% | Campeón          |
| EFL Cup                  | 24       | 14      | 2         | 8        | 61.11% | Semifinales      |
| EFL Trophy               | 6        | 5       | 0         | 1        | 83.33% | Semifinales      |
| Liga Europea de la UEFA  | 10       | 6       | 2         | 2        | 66.67% | Octavos de final |
| Total clubes             | 444      | 175     | 123       | 146      | 48.64% | 2 Títulos        |
| Selección                |          |         |           |          |        |                  |
| Liga de Naciones         | 28       | 17      | 4         | 7        | 65.47% | Campeón          |
| Clasificatorias Mundial  | 18       | 15      | 3         | 0        | 88.89% | Clasificado      |
| Clasificatorias Eurocopa | 20       | 20      | 0         | 0        | 100%   | Clasificado      |
| Mundial                  | 10       | 7       | 1         | 2        | 73.33% | 3.er lugar       |
| Eurocopa                 | 10       | 6       | 2         | 2        | 66.67% | Cuartos de final |
| Amistosos                | 24       | 12      | 8         | 4        | 61.11% | +12 PG           |
| Total selecciones        | 110      | 77      | 18        | 15       | 75.45% | 1 Título         |
| Total en su carrera      | 554      | 252     | 141       | 161      | 53.97% | 3 Títulos        |

## Palmarés

### Como jugador
| Título                         | Club           | País       | Año  |
| ------------------------------ | -------------- | ---------- | ---- |
| Football League Third Division | Wigan Athletic | Inglaterra | 1997 |
| Football League Trophy         | Wigan Athletic | Inglaterra | 1999 |
| Copa de Gales                  | Swansea City   | Gales      | 2005 |
| Copa de Gales                  | Swansea City   | Gales      | 2006 |
| Football League Trophy         | Swansea City   | Inglaterra | 2006 |

### Como entrenador

#### Campeonatos nacionales
| Título              | Equipo         | País       | Año  |
| ------------------- | -------------- | ---------- | ---- |
| Football League One | Swansea City   | Inglaterra | 2008 |
| FA Cup              | Wigan Athletic | Inglaterra | 2013 |

#### Campeonatos Internacionales
| Título                      | Equipo                | Sede     | Año  |
| --------------------------- | --------------------- | -------- | ---- |
| Liga de Naciones de la UEFA | Selección de Portugal | Alemania | 2025 |